# Tonekabon (Verwaltungsbezirk)
Tonekabon (persisch شهرستان تنکابن) ist ein Schahrestan in der Provinz Mazandaran im Iran. Er enthält die Stadt Tonekabon, welche die Hauptstadt des Verwaltungsbezirks ist. Der Verwaltungsbezirk liegt am Kaspischen Meer.

## Kreise
Der Verwaltungsbezirk gliedert sich in folgende Kreise:
- Zentral (بخش مرکزی)
- Neschta (بخش نشتا)
- Khorramabad (بخش خرم‌آباد)

## Demografie
Bei der Volkszählung 2016 betrug die Einwohnerzahl des Schahrestan 166.132. Die Alphabetisierung lag bei 91 Prozent der Bevölkerung. Knapp 51 Prozent der Bevölkerung lebten in urbanen Regionen.
| Zensusjahr | Einwohnerzahl |
| ---------- | ------------- |
| 2011       | 153.940       |
| 2016       | 166.132       |